# بلاك بيري ليب (هاتف محمول)
البلاك بيري ليب (بالإنجليزية: BlackBerry Leap)‏ هو هاتف ذكي تم إيقاف إنتاجه وتطويره بواسطة شركة بلاك بيري المحدودة. تم الإعلان عنه في 3 مارس 2015 في مؤتمر العالم المتنقل (Mobile World Congress)، وكان متاحًا أولاً في أبريل 2015. يعتبر الليب تطويرًا للطراز الاقتصادي Z3 مع العديد من المزايا المحسّنة. تشمل التحسينات دعم تقنية الجيل الرابع (LTE)، وشاشة وكاميرات بدقة أعلى، ومعالج ومعالج رسوميات أداء أعلى، وضعف سعة التخزين الداخلية، وأحدث إصدار لنظام التشغيل BlackBerry 10. زادت الحجم والوزن قليلًا عن طراز Z3.

## المواصفات

### الجهاز
يحتوي البلاك بيري ليب على شاشة عرض IPS LCD بحجم 5.0 بوصة، ومعالج كوالكوم سناب دراغون S4 بلس ثنائي النواة بتردد 1.5 جيجاهرتز من نوع Krait، وذاكرة وصول عشوائي (RAM) بحجم 2 غيغابايت وذاكرة تخزين داخلية بحجم 16 غيغابايت يمكن توسيعها باستخدام بطاقات مايكرو إس دي حتى 256 غيغابايت. يحتوي الهاتف على بطارية بقوة 2800 مللي أمبير من نوع Li-Ion، وكاميرا خلفية بدقة 8 ميجابكسل مع فلاش LED وكاميرا أمامية بدقة 2 ميجابكسل مع تركيز تلقائي. يتوفر الهاتف بالألوان الأسود والأبيض. يتميز باتصال واي فاي وبلوتوث ونظام التموضع العالمي. يبلغ حجمه 144 مم × 72.8 مم × 9.5 مم ويزن 170 جرامًا.

### التصميم
حسب مصممي منتجات بلاك بيري ، تشمل معايير التصميم الرئيسية للبلاك بيري ليب بناءًا موحدًا وقويًا من قطعة واحدة، وزجاج من حافة إلى حافة، وتبادل بطاقة SIM/SD بسهولة وسهولة إصلاح الجهاز. يولى اهتمام خاص للتفاصيل الجمالية مثل القوام والقبضة للغلاف، وفتحات السماعات المُقطعة بواسطة الليزر، والمظهر العام للطراز ذو اللون الأبيض.
أعلنت بلاك بيري عن إطلاق البلاك بيري ليب عالميًا في 15 أبريل 2015، متاحًا فورًا عبر مختلف بائعي التجزئة في سوق السعودية. بحلول 22 أبريل 2015، تمكنت العملاء في الأسواق الفرنسية والألمانية والأمريكية من طلب البلاك بيري ليب عبر موقع Amazon.com أو موقع "Shop BlackBerry" لشركة بلاك بيري المحدودة أو بعض بائعي التجزئة المحليين. تم إصداره في أسواق أخرى بما في ذلك كندا والهند والإمارات العربية المتحدة والمملكة العربية السعودية بعد ذلك.

## روابط خارجية
- الموقع الرسمي
- متجر بلاك بيري